# Marianne Rendón
Marianne Rendòn (15 ottobre 1990) è un'attrice statunitense.

## Biografia
Marianne Rendón frequenta il Bard College nello stato di New York. Nel 2016 si laurea presso la Juilliard School.
Nel 2017 fa parte del cast fisso della serie televisiva Imposters, interpretando Julia "Jules" Langmore, co-protagonista dello sceneggiato. Nel luglio dello stesso anno viene ingaggiata, in sostituzione di Zosia Mamet, per interpretare il ruolo di Patti Smith in Mapplethorpe, film biografico sulla vita del celebre fotografo statunitense Robert Mapplethorpe. Nel marzo 2018 viene scelta per interpretare il ruolo di Susan Atkins nel film Charlie Says sulla Family di Charles Manson.
Tra il 2021 e il 2022 è nella terza e quarta stagione della serie televisiva In the Dark, che vede come protagonista Perry Mattfeld nei panni di Murphy Mason. Marianne Rendón vi interpreta Leslie, la sorella di Felix Bell (Morgan Krantz).

## Filmografia

### Attrice

#### Cinema
- Gemini, regia di Aaron Katz (2017)
- Mapplethorpe, regia di Ondi Timoner (2018) - Patti Smith
- Charlie Says, regia di Mary Harron (2018) - Susan Atkins
- Un giorno da leone (One Day as a Lion), regia di John Swab (2023)
- Summer Solstice, regia di Noah Schamus (2023)
- La stanza degli omicidi (The Kill Room), regia di Nicol Paone (2023)
- Turning, regia di Marco Baratta (2024)
- La lista dei miei desideri (The Life List), regia di Adam Brooks (2025)

#### Televisione
- Imposters - serie TV, 20 episodi (2017-2018)
- Almost Family - serie TV, episodio 1x10 (2020)
- These Days - serie TV, episodio 1x01 (2021)
- In the Dark - serie TV, 18 episodi (2021-2022)
- Extrapolations - serie TV, episodio 1x03 (2023)

### Doppiatrice
- Cinema Toast - serie TV, episodio 1x08 (2021)

### Produttrice
- These Days - serie TV, episodio 1x01 (2021)

## Trasmissioni televisive
- Today - talk-show (2017)

## Doppiatrici italiane
Nelle versioni in italiano delle opere in cui ha recitato, Marianne Rendòn è stata doppiata da:
- Mattea Serpelloni in Gemini
- Chiara Gioncardi in Imposters